# Tiny Tim
Tiny Tim (вимовляється як Тáйні Тім; справжнє ім'я Гéрберт Хáурі (англ. Herbert Khaury); 12 квітня 1932, Нью-Йорк, США – 30 листопада 1996, Міннеаполіс, США) — американський музикант, співак, композитор, музичний архіваріус, що грав переважно на укулеле. Особливу популярність здобув завдяки пісням «Tiptoe Through the Tulips» та «Living in the Sunlight», котрі виконував фальцетом.

## Життєпис

### Юність
Герберт Хаурі народився 12 квітня 1932 року в Нью-Йорку на Манхетені. Його мати Тіллі (при народженні Стафф) була польською єврейкою, донькою рабина, а батько, Бутрос Хаурі – ліванцем, сином маронітського священника, обоє працювали на фабриці одягу й текстилю. Музичний талант Герберта проявився ще в дитинстві. Вперше він сприйняв музику, як чудо, у віці п'яти років, коли одного дня його батько приніс додому грамофон. Композиція Генрі Берра «Beautiful Ohio» здалася тоді майбутньому музиканту просто божественною. Так відбулося перше знайомство з музикою, з якою співак більше ніколи не розлучався.
Дорослішаючи, він закривався у себе в кімнаті й годинами слухав Ела Джолсона, Бінґа Кросбі, Руді Валле та багатьох інших, мріючи, що коли-небудь і сам стане великим музикантом. Більшу частину вільного часу Герберт проводив у Нью-Йоркській публічній бібліотеці, читаючи про історію фонографічної індустрії та її перших музикантів. Там він також вивчав ноти, робив фотокопії, щоб брати їх з собою додому й досліджувати. Спершу він вчився грати на гітарі, мандоліні та скрипці, та згодом зупинив свій вибір на чотириструнній гавайській гітарі (укулеле). 1945 року хлопець переніс операцію з видалення апендикса, після чого став рідше ходити до школи, яку врешті й залишив після чергового повторення другого курсу через неуспішність. Юнак став чорноробом, паралельно співаючи на вулицях, однак привернути до свого таланту публічну увагу вдалося значно пізніше.

### Кар'єра
На початку 1950-х років Герберт влаштувався кур'єром у нью-йоркський офіс студії Metro-Goldwyn-Mayer, де остаточно захопився індустрією розваг й вирішив виступити на місцевому шоу талантів, зірвавши бурхливі оплески. Він став з'являтися в аматорських танцювальних клубах і, щоб виділитися як виконавець, носив строкатий одяг, відпустив довге волосся та робив білий макіяж, частково натхненний Рудольфом Валентино. Його мати не розуміла зміни зовнішнього вигляду двадцятирічного сина і мала намір відвести його до психіатра, поки не втрутився батько.
На початку кар'єри Герберт багато експериментував з іменами, тож в різний час ранньої творчості співав і грав під псевдонімами Даррі Довер (Darry Dover), Вернон Касл (Vernon Castle), Ларрі Лав (Larry Love) та Джудас Фоксглав (Judas Foxglove), однак, зрештою, найбільш припало до душі та прижилось сценічне ім'я Тайні Тім (англ. Tiny Tim – «Крихітка Тім») на честь одноіменного персонажа з повісті Чарльза Дікенса «Різдвяна пісня в прозі». Перші регулярні виступи Тайні Тіма проходили в лесбійському клубі «Page 3» у Гринвіч-Вілледж, де він уклав контракт і став бажаним гостем.
На початку 1960-х Тайні Тіма можна було побачити неподалік кампусу Гарвардського Університету, де він виконував свої пісні, незмінно викликаючи захоплення вуличної публіки. Словом, його імідж достатньо сильно відрізнявся від «справжнього» Тайні Тіма – один його шанувальник якось підмітив, що довговолосий, неохайно одягнений музикант у дешевому костюмі розмовляє, неначе професор. Справді, він був дуже ерудованим, а у всьому, що стосувалось музики, його знання були майже енциклопедичними.

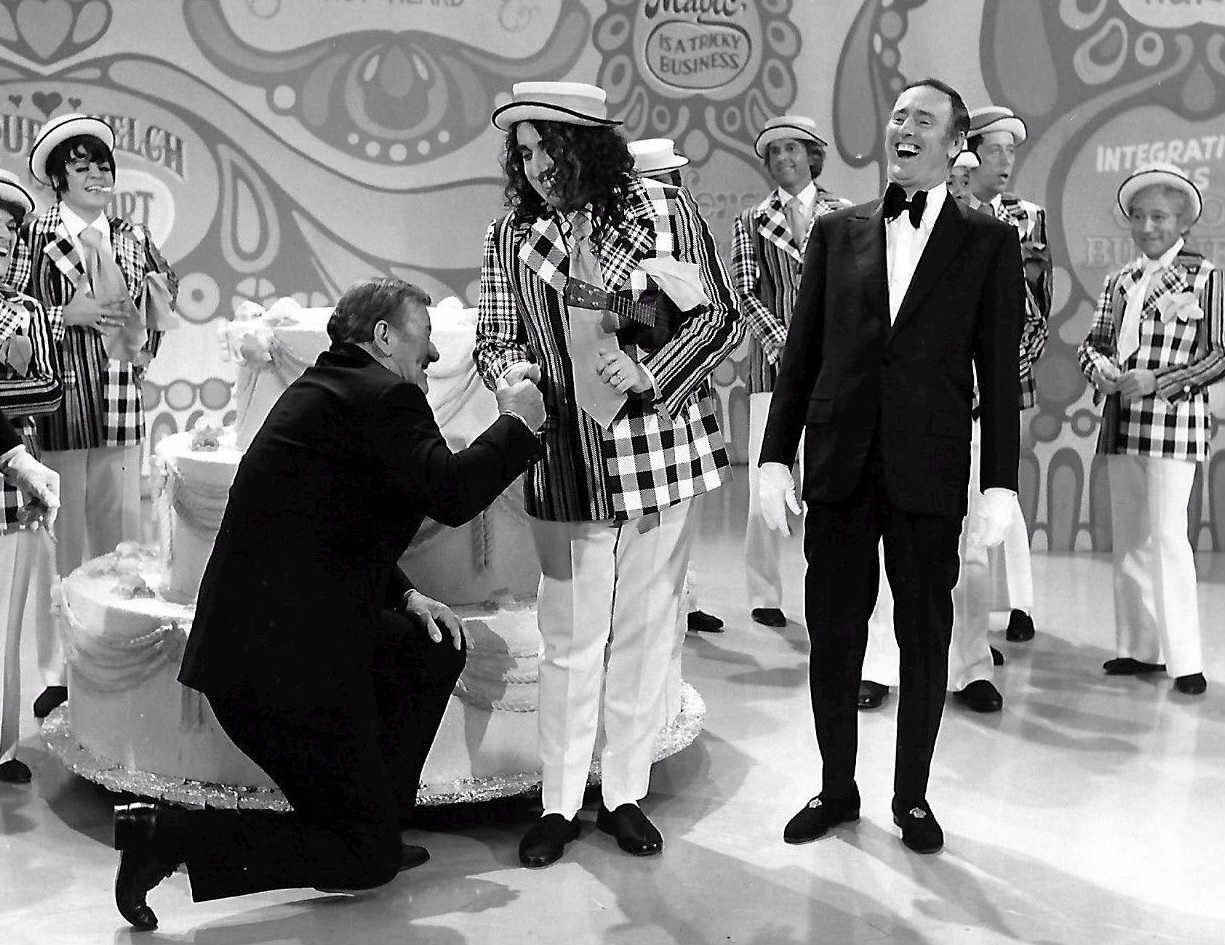
Джон Вейн і Тайні Тім на святкуванні 100-річчя «Laugh-In», 1971 рік

 В період між 1962-им та 1966-им Тайні Тім записав декілька своїх композицій, а його перший альбом «God Bless Tiny Tim» вийшов 1968 року. 200 000 екземплярів тиражу було вдало продано, в основному, завдяки хітовій композиції, кавер-версії пісні «Tiptoe Through the Tulips» (з англ. «Навшпиньки через тульпани»). Альбом зайняв сьому позицію в чарті Billboard 200, а сама пісня увійшла до двадцятки Hot 100. Досить швидко Тайні Тім випустив і другий альбом «Tiny Tim’s Second Album», який вийшов наприкінці того ж року і був присвячений батькам музиканта. Неодноразово він з'являвся на телебаченні, зіграв низку епізодичних ролей у серіалах та став частим гостем «Вечірнього шоу» Джонні Карсона.
Згодом, 1969 року, вийшов альбом дитячих пісень «For All My Little Friends», після чого Тайні Тім більше став гастролювати та давати концерти, ніж працювати у студії. У серпні 1970 року він співав перед близько 600 000 слухачами на фестивалі «Isle of Wight». Британська преса заявила, що він вкрав шоу «без жодного електричного інструменту». В середині 70-х цікавість публіки до виконавця почала згасати, однак він продовжував виступати де та коли міг. Після апогею його кар'єри кількість появ музиканта на телебаченні зменшилась, тож він продовжував активно грати по всій Америці, навіть дав низку успішних великих виступів у Лас-Вегасі. Через закінчення контракту зі студією «Reprise» він заснував свій власний лейбл, жартівливо назвавши його «VicTim Records», як каламбур при поєднанні імені першої дружини та власного (англ. victim – «жертва»). 1976 року вийшла перша біографія музиканта, написана Гаррі Стайном. У січні 1979 року Тайні Тім прибув до Сіднея в Австралію, щоб взяти участь у найдовшому безперервному співочому марафоні. Виступ музиканта тривав дві години сімнадцять хвилин, успішно встановивши світовий рекорд на той час.  
У 1980-х роках знову відбувся підйом інтересу до творчості Тайні Тіма, коли його роботи відкрило для себе нове покоління рок-музикантів. Співак активізував гастрольну діяльність, випустив низку альбомів, у деяких з яких виконував кавер-версії рок-пісень. У 1986 році Тайні Тім виступав разом з популярним американським рок гуртом Camper Van Beethoven. Наприкінці 80-х років він переїхав до Де-Мойна в Айову. Серед його робіт 1990-х практично непоміченим лишився хеві-метал альбом «Rock», що містив інтерпретацію хіта групи AC/DC «Highway to Hell». Інші платівки отримали позитивні відгуки критиків, особливо останній альбом «Girl», який включав кавер-версії пісень The Beatles в стилі ча-ча-ча. Інші популярні альбоми, випущені Тайні Тімом в той період: «Songs of the Impotent Troubadour» (1986), «I Love Me» (1993) та «Prisoner of Love» (1995). 

### Родина
1969 року музикант одружився зі своєю подругою, моделлю Вікторією Бадінджер, більш відомою як Місс Вікі зі знаменитого «Вечірнього шоу». Весілля транслювали в ефірі цієї ж передачі, її подивилося близько 40 мільйонів людей – на той час це була одна з найбільш популярних телевізійних подій. В родині народилася єдина дочка Тюліп, однак спільне життя пари не вдалося: через гастролі чоловіка подружжя постійно жило нарізно, тож через 8 років вони розлучилися.
1984 року Герберт одружився з 23-річною Джен Альвайс (Місс Джен). Історія повторилась: пара жила нарізно, через декілька тижнів вони розійшлися.
Востаннє Тайні Тім одружився 1995 року. Його обраницею стала Сьюзен Марі Гарднер (Місс Сью), яка була шанувальницею співака ще з юності. Тоді ж подружжя переїхало до Міннеаполісу.

### Смерть

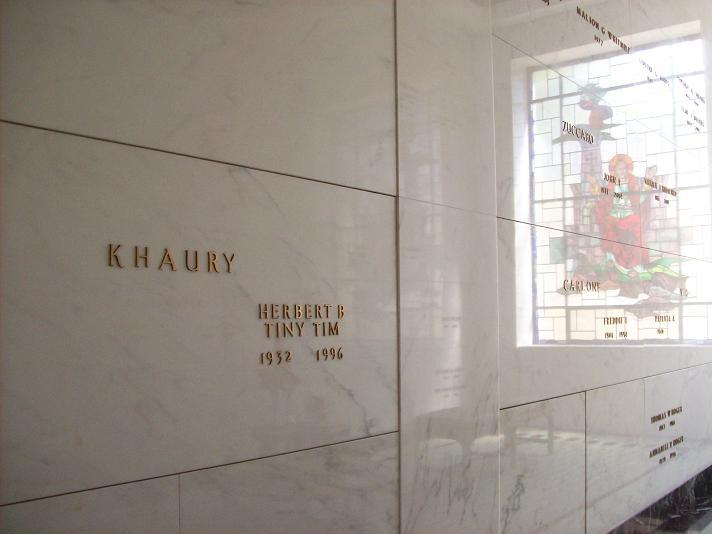
Місце поховання Тайні Тіма

28 вересня 1996 року Тайні Тім переніс серцевий напад під час виступу на фестивалі укулеле в Монтаг'ю, штат Массачусетс. Він був госпіталізований у медичний центр округу Франклін у Грінфілді приблизно на три тижні, звідки його виписали з наполегливими рекомендаціями тимчасово не виступати, слідкувати за вагою та дотримуватися дієти через діагностований діабет і хворобу серця. Він проігнорував пораду і відновив свій концертний графік.
30 листопада 1996 року Хаурі грав на гала-бенефісі у Міннеаполісі. Перед виходом на сцену він повідомив свою третю дружину, що погано почувається, але не хоче розчарувати шанувальників. Посеред виконання останнього номеру вечора – виконання свого хіта «Tiptoe Through the Tulips» – він переніс ще один інфаркт. Дружина допомогла йому повернутися до їхнього столу, де він знепритомнів, так і не прийшовши до тями. Лікарі швидкої виконали на місці серцево-легеневу реанімацію та доставили його до медичного центру округу Ганнепін, де невдовзі констатували смерть о 23:20. 
Музиканта поховали в мавзолеї на кладовищі Лейквуд у Міннеаполісі разом з улюбленим укулеле та букетом тюльпанів.

## Дискографія

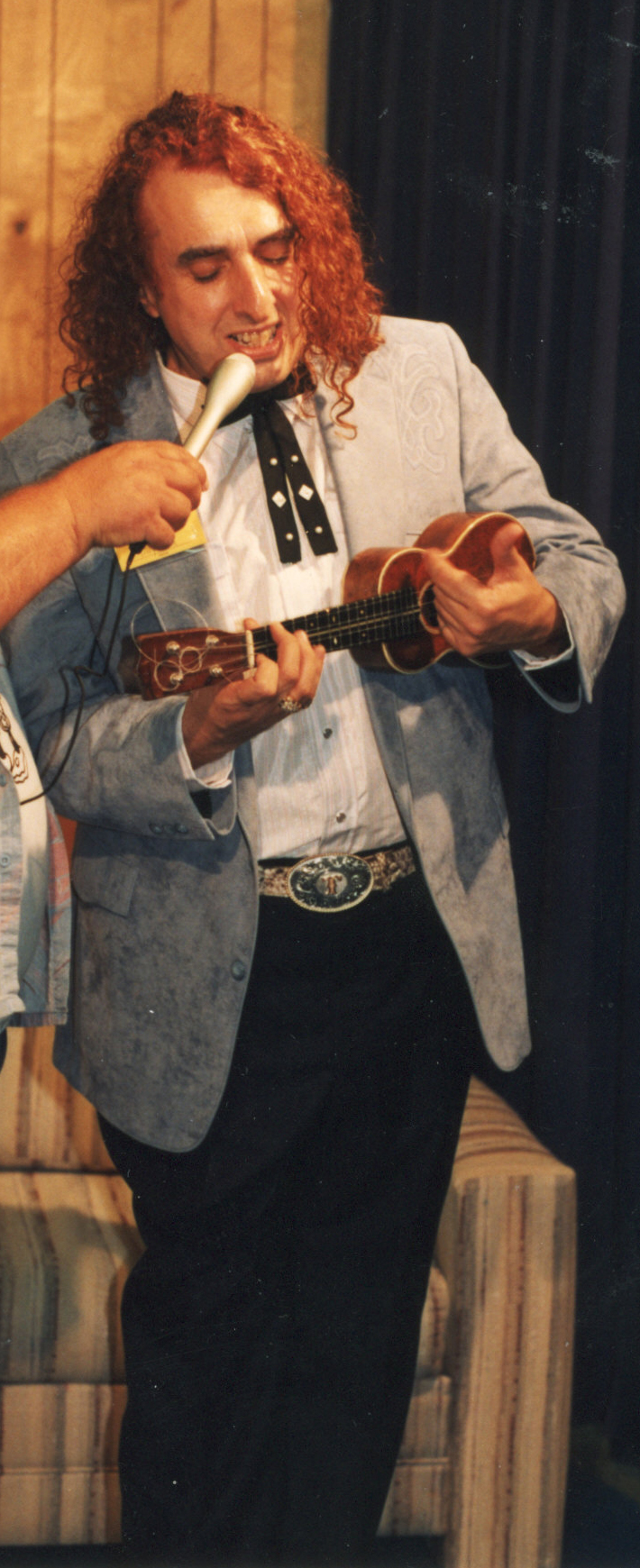
Тайні Тім виступає в Теннессі наприкінці 1980-х

### Прижиттєві випуски
- With Love And Kisses From Tiny Tim: Concert In Fairyland (Bouquet SLP 711, 1962) – неофіційний запис.
- God Bless Tiny Tim (Reprise Records, 1968)
- Tiny Tim's 2nd Album (Reprise Records, 1968)
- The Beatles' 1968 Christmas Record (Lyntone, LYN 1743/4, 1968)
- For All My Little Friends (Reprise Records, 1969) – цей альбом номінували на Греммі[13].
- Tip Toe To The Gas Pumps / The Hickey (On Your Neck) (Clouds Records, 1979)
- Wonderful World Of Romance (Street Of Dreams YPRX 1724, 1980) – видано в Австралії обмежиним тиражем (200 екз.).
- Chameleon (Street of Dreams YPRX 1848, 1980) – випущено лише 1000 екземпрлярів.
- Tiny Tim: The Eternal Troubadour (Playback PBL 123441, 1986)
- Tip-Toe Thru The Tulips/ Resurrection (Bear Family BCD 15409, 1987)
- Leave Me Satisfied (NLT 1993, 1989) – не вийшов.
- The Heart Album (Ca-Song CA 1369, 1991) – альбом містить шість пісень Тайні Тіма.
- Tiny Tim Rock (Regular Records, 1993)
- I Love Me (Yucca Tree Records, 1993)
- Songs of an Impotent Troubadour (Durtro, 1994)
- Tiny Tim's Christmas Album 1994 (Rounder Records, 1994)
- Live in Chicago with the New Duncan Imperials (Pravda Records, 1995)
- Prisoner of Love: A Tribute to Russ Columbo (Vinyl Retentive Productions, 1995)
- Girl (with Brave Combo) (Rounder Records, 1996)
- Tiny Tim Unplugged (Tomanna 51295, 1996) – запис живого виступу.

### Посмертні випуски
- The Eternal Troubadour: Tiny Tim Live in London (Durtro, 1997, запис 1995 року)
- Tiny Tim Live at the Royal Albert Hall (Rhino Handmade, 2000, запис 1968 року)
- Chameleon (Zero Communications TTCH 12061, 2006, CD release)
- Wonderful World Of Romance (Zero Communications, TTWW 12062, 2006, запис 1979 року)
- Stardust (Zero Communications, TTST 12063, 2006)
- I've Never Seen a Straight Banana – Rare Moments Vol. 1
- Tiny Tim: Lost & Found (Rare & Unreleased 1963–1974)

## Фільмографія
- Masters of the Gridiron / The Lord of the League / (1985 рік)
- Любов по-американськи (серіал) / Mr. Foss (епізод «Love and the Vampire») / (1969–1974 роки)
- Залізний бік (серіал) / Art House Performer / (1967–1975 роки)
- Normal Love (фільм) / (1963 рік)
- Шоу Реда Скелтона (серіал) / (1951–1971 роки)
- Частини тіла (1997) (камео)
- Message to Love: The Isle of Wight Festival (1997) (камео)
- E! Правдива голлівудська історія (серіал, 1996 — …) (камео)
- Новини Нью-Йорку (серіал, 1995) (камео)
- Говард Стерн (серіал, 1994–2005) (камео)
- WWF Monday Night RAW (серіал, 1993–1997) (камео)
- Вікі! (серіал, 1992–1994) (камео)
- Розанна (серіал, 1988–1997) (камео)
- Американські мастери (серіал, 1985 – …) (камео)
- One Trick Pony (1980) (камео)
- Розіграші Роуена та Мартіна (серіал, 1967–1973) (камео)
- Вечернє шоу Джонні Карсона (серіал, 1962–1992) (камео)
- Міський тост (серіал, 1948–1971) (камео)

## Цікаві факти
- Зріст «Крихітного» Тіма був 1,85 метри.
- Тайні Тім знав близько 3000 старих пісень, які знав напам'ять і з радістю виконував усім охочим.
- Попри свій неординарний образ, Тайні Тіма завжди описували як добру й щиру людину, з якою було приємно спілкуватися. Сам музикант мав доволі скромну поведінку, любив своїх шанувальників та був палким католиком[12][14].

## У масовій культурі
Його пісня «Living in the Sunlight» звучить в першій серії культового мультсеріалу «Губка Боб Квадратні штани» «Help Wanted» (з англ. «Потрібен помічник»). Виконана ним пісня «Tiptoe Through the Tulips» також використана у фільмі «Астрал».